# توني جونسون (لاعب كرة قدم أمريكية)
توني جونسون (بالإنجليزية: Tony Johnson)‏ هو لاعب كرة قدم أمريكية أمريكي، ولد في 5 فبراير 1972.

## وصلات خارجية
- توني جونسون على موقع مرجع كرة القدم المحترفة.كوم (الإنجليزية)